# Вімблдонський турнір 1996
Вімблдонський турнір 1996 проходив з 24 червня по 7 липня 1996 року на кортах Всеанглійського клубу лаун-тенісу і крокету в передмісті Лондона Вімблдоні. Це був 110-й Вімблдонський чемпіонат, а також третій турнір Великого шолома з початку року. Турнір входив до програм ATP та WTA турів.

## Огляд подій
Чемпіонат запам'ятався імпровізованим 20-ти хвилинним концертом Кліффа Річарда в перерві, що виникла через дощ.
Чемпіон трьох попередніх років Піт Сампрас поступився в чвертьфіналі новому чемпіону Ріхарду Крайчеку із Нідерландів. Крайчек став першим нідерландським переможцем чоловічого одиночного розряду на турнірах Великого шолома. 
В жіночому одиночному розряді Штеффі Граф відстояла свій титул, як і минулого року здолавши у фіналі Аранчу Санчес Вікаріо. Для німкені ця перемога була сьомою (й останньою) на Вімблдонському турнірі та 20-им титулом Великого шолома взагалі.
У парному чоловічому розряді перемогли Вудіз. Для Тодда Вудбріджа це був 5-ий титул Вімблдону (10-й титул Великого шолома), для Марка Вудфорда — 4-та вімблдонська перемога (11-й мейджор). 
У жіночому парному розряді Мартіна Хінгіс виграла свій перший парний титул Великого шолома. Для її партнерки, Гелени Сукової, ця вімблдонська перемога була 4-ю (9-й титул Великого шолома). 
Гелена Сукова перемогла також у міксті, граючи зі своїм братом Цирілом Суком. Це була для Гелени друга вімблдонська перемога в міксті й четвертий виграний мейджор, для Циріла — теж другий Вімблдон, але третій мейджор.

## Результати фінальних матчів

### Дорослі
| Одиночний розряд. Джентльмени |                                |                    |
| Ріхард Крайчек                | Малівай Вашингтон              | 6–3, 6–4, 6–3      |
|                               |                                |                    |
| Одиночний розряд. Леді        |                                |                    |
| Штеффі Граф                   | Аранча Санчес Вікаріо          | 6–3, 7–5           |
|                               |                                |                    |
| Парний розряд. Джентльмени    |                                |                    |
| Тодд Вудбрідж Марк Вудфорд    | Байрон Блек Грант Коннелл      | 4–6, 6–1, 6–3, 6–2 |
|                               |                                |                    |
| Парний розряд. Леді           |                                |                    |
| Мартіна Хінгіс Гелена Сукова  | Мередіт Макграт Лариса Нейланд | 5–7, 7–5, 6–1      |
|                               |                                |                    |
| Мікст                         |                                |                    |
| Гелена Сукова Циріл Сук       | Лариса Нейланд Марк Вудфорд    | 1–6, 6–3, 6–2      |
|                               |                                |                    |

### Юніори
| Одиночний розряд. Хлопці          |                               |               |
| Володимир Волчков                 | Іван Любичич                  | 3–6, 6–2, 6–3 |
|                                   |                               |               |
| Одиночний розряд. Дівчата         |                               |               |
| Амелі Моресмо                     | Магуї Серна                   | 4–6, 6–3, 6–4 |
|                                   |                               |               |
| Парний розряд. Хлопці             |                               |               |
| Даніеле Браччалі Жослін Робішо    | Демієн Робертс Веслі Вайтгаус | 6–2, 6–4      |
|                                   |                               |               |
| Парний розряд. Дівчата            |                               |               |
| Ольга Барабанщикова Амелі Моресмо | Лілія Остерло Саманта Рівз    | 5–7, 6–3, 6–1 |
|                                   |                               |               |